# Abby Dalton
Abby Dalton (nacida Marlene Wasden; Las Vegas, 15 de agosto de 1932-Los Ángeles, 23 de noviembre de 2020) fue una actriz estadounidense.

## Carrera
Dalton logró reconocimiento por sus papeles en las series de televisión Hennesey (1959-1962) y The Joey Bishop Show (1962-1965) y por interpretar el papel de Julia Channing Cumson en Falcon Crest (1981-1986).
Durante la década de 1950, Dalton interpretó pequeños papeles en las películas Teenage Doll, Carnival Rock y The High Cost of Loving. Su primer papel protagónico en el cine ocurrió en 1957 en la película Rock All Night, producida por American International Pictures. El año siguiente protagonizó Stakeout on Dope Street, Girls on the Loose y Cole Younger, Gunfighter. En 1966 interpretó el papel de Calamity Jane en la cinta The Plainsman con Don Murray y apareció en la película A Whale of a Tale (1976), con William Shatner y Marty Allen. Sus últimas películas incluyen CyberTracker (1994), Buck and the Magic Bracelet (1999) y el filme de terror Prank (2008).

## Filmografía

### Cine
| Año  | Título                                | Personaje               | Notas         |
| ---- | ------------------------------------- | ----------------------- | ------------- |
| 1957 | Rock All Night                        | Julie                   |               |
| 1957 | Teenage Doll                          |                         | No acreditada |
| 1957 | Carnival Rock                         | Muchacha en el carnaval | No acreditada |
| 1958 | Cole Younger, Gunfighter              | Lucy Antrim             |               |
| 1958 | Girls on the Loose                    | Agnes Clark             |               |
| 1958 | Stakeout on Dope Street               | Kathy                   |               |
| 1958 | The High Cost of Loving               | Cora, Secretaria        | No acreditada |
| 1966 | The Plainsman                         | Calamity Jane           |               |
| 1976 | A Whale of a Tale                     | Anne Fields             |               |
| 1989 | Roller Blade Warriors: Taken by Force | Madre Speed             |               |
| 1994 | CyberTracker                          | Jefa Olson              |               |
| 1998 | Buck and the Magic Bracelet           | Ma Dalton               |               |
| 2008 | Prank                                 | Sra. Sweeney            |               |